# Rayapur (Rupandehi)
Rayapur – gaun wikas samiti w zachodniej części Nepalu w strefie Lumbini w dystrykcie Rupandehi. Według nepalskiego spisu powszechnego z 2001 roku liczył on 1308 gospodarstw domowych i 9229 mieszkańców (4319 kobiet i 4910 mężczyzn).